# Giuseppe Garibaldi (porte-aéronefs)
Pour les articles homonymes, voir Giuseppe Garibaldi (navire).
Le Giuseppe Garibaldi est un porte-aéronefs de la Marina militare italienne en service de 1985 à 2024, dont il était le navire amiral jusqu'à l'arrivée du Cavour. Le Giuseppe Garibaldi a été le premier navire à utiliser des avions à décollage vertical (VTOL) dans ce corps d'armée. Il est spécialisé dans la lutte anti-sous-marine.
La quille du porte-aéronefs Giuseppe Garibaldi a été posée en mars 1981 dans les chantiers navals de Monfalcone  par la société Fincantieri. Le 11 juin 1983, le navire fut lancé pour être commissionné le 30 septembre 1985. Il entra en service l'année suivante.

## Caractéristiques
- 4 turbines à gaz General Electric/Avio LM2500
- 6 groupes électrogènes (9 360 kW)
- Équipage : 630 hommes d'équipage, 100 de commandement et 100 pour l'aéronavale depuis une refonte en 2003/2004.

## Installations aéronautiques
Le parc aérien du Garibaldi peut comprendre au maximum 11 avions AV-8B Harrier II et un hélicoptère. Le plus souvent, la dotation est panachée, avec par exemple 8 avions et 4 hélicoptères, ou uniquement 12 hélicoptères (SH-3 D Sea King, EH-101 Merlin ou Augusta Bell AB-212).
Il dispose d'un pont d'envol continu doté de six emplacements d'appontage de 173,8 mètres et s'achevant par un tremplin long de 28 mètres ayant une inclinaison de 6,5 degrés d'une hauteur en bout de piste supérieure de 1,7 mètre par rapport au reste du pont d'envol.
Deux ascenseurs, de forme octogonale, sont disposés à l'avant et à l'arrière de l'îlot. Mesurant 18 mètres de long pour 10 de large, ils desservent un hangar de 110 mètres de long et 15 mètres de large. Cet espace, dont la hauteur de plafond est de 6 mètres, peut accueillir 12 Sea King ou 10 Harrier II.

## Historique

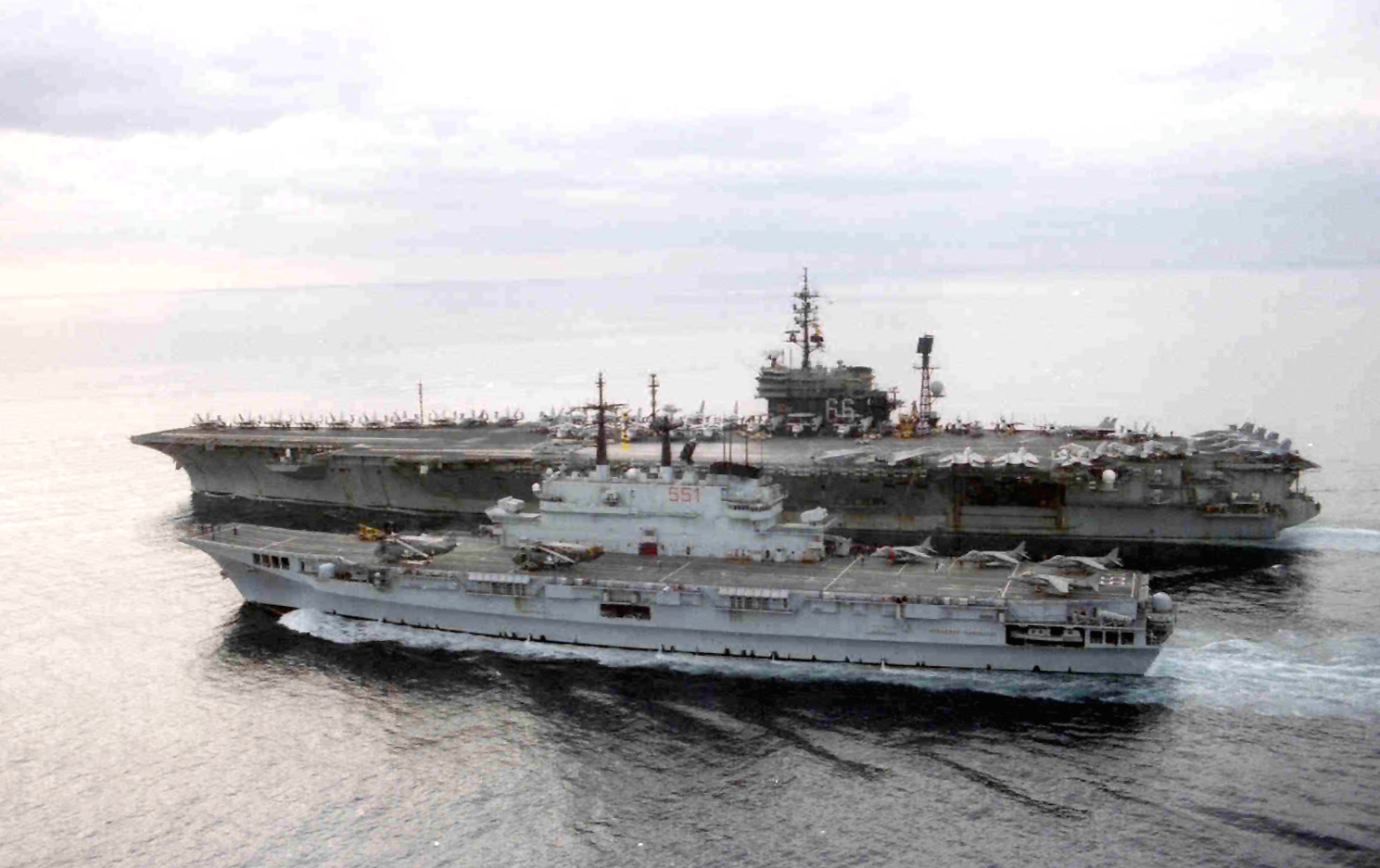
Le Giuseppe Garibaldi à côté du USS America (CV-66) en 1996.

Le traité signé à la fin de la Seconde Guerre mondiale interdisait à l'Italie de posséder des porte-avions, aussi, le Giuseppe Garibaldi a d'abord utilisé uniquement des hélicoptères jusqu'en janvier 1989, date à laquelle la Marina Militare fut autorisée à acquérir 18 Harrier GR.5 dont 2 biplaces pour l'entrainement. Ces derniers ont été livrés en 1991, les 16 autres étant mis en service entre 1994 et 1997. Basés à l'aéroport de Tarente-Grottaglie (en), ils ont subi en 2010 une seule perte depuis qu'ils sont opérationnels. 
La Marina Militare souhaite les remplacer par des F-35 mais ils ne pourront être mis en œuvre depuis ce navire. Depuis 2009, un second porte-aéronefs italien, le Cavour, l'épaule dans ses missions.
Durant l'intervention militaire de 2011 en Libye au sein de l'OTAN, huit Harrier ont effectué 1 211 heures de vol sur un total de 1 921 heures effectué par l'ensemble du groupe aérien embarqué à bord du Garibaldi qui comprenait également des hélicoptères EH-101, SH-3D et AB-212. Les avions de combat ont largué 160 bombes guidées durant cette opération.
En 2017, la construction de son successeur le Trieste est lancée, il entre en service le 7 décembre 2024. 
Le Giuseppe Garibaldi est placé en réserve le 1er octobre 2024, première étape vers son retrait du service.
Début 2025, l'Indonésie envisage son achat.

## Autres navires du même nom
Le Giuseppe Garibaldi est le quatrième navire de la flotte à porter le nom du général italien Giuseppe Garibaldi. Les autres navires sont :
- une frégate de 1861 ;
- un croiseur de 1901 de la classe Giuseppe Garibaldi ;
- un croiseur de 1936 (modernisé en 1961).